# Marquage E

Marquage E
La marque d'homologation ci-dessus indique que le pneumatique en question a été homologué en Allemagne (E1)

Le marquage E a été créé dans le cadre de l'homologation technique européenne des véhicules par la Commission économique pour l'Europe des Nations unies (CEE-ONU). La marque d'homologation est composée d'un cercle à l'intérieur duquel est placée la lettre « E » suivie du numéro distinctif du pays qui a accordé l'homologation, ainsi qu'un numéro d'homologation placé à proximité du cercle. Lorsqu'un article est approuvé pour un règlement par un pays participant, l'approbation est acceptée par tous les autres pays participants.

## Liste du numéro de l'État membre qui a délivré l'homologation[1]
| Code | Pays               |
| ---- | ------------------ |
| 1    | Allemagne          |
| 2    | France             |
| 3    | Italie             |
| 4    | Pays-Bas           |
| 5    | Suède              |
| 6    | Belgique           |
| 7    | Hongrie            |
| 8    | République tchèque |
| 9    | Espagne            |
| 10   | Serbie             |
| 11   | Royaume-Uni        |
| 12   | Autriche           |
| 13   | Luxembourg         |
| 14   | Suisse             |
| 16   | Norvège            |
| 17   | Finlande           |
| 18   | Danemark           |
| 19   | Roumanie           |
| 20   | Pologne            |

| Code | Pays                   |
| ---- | ---------------------- |
| 21   | Portugal               |
| 22   | Fédération de Russie   |
| 23   | Grèce                  |
| 24   | Irlande                |
| 25   | Croatie                |
| 26   | Slovénie               |
| 27   | Slovaquie              |
| 28   | Biélorussie            |
| 29   | Estonie                |
| 30   | République de Moldavie |
| 31   | Bosnie-Herzégovine     |
| 32   | Lettonie               |
| 34   | Bulgarie               |
| 35   | Kazakhstan             |
| 36   | Lituanie               |
| 37   | Turquie                |
| 39   | Azerbaïdjan            |
| 40   | Macédoine du Nord      |
| 42   | Communauté européenne  |

| Code | Pays                |
| ---- | ------------------- |
| 43   | Japon               |
| 45   | Australie           |
| 46   | Ukraine             |
| 47   | Afrique du Sud      |
| 48   | Nouvelle-Zélande    |
| 49   | Chypre              |
| 50   | Malte               |
| 51   | République de Corée |
| 52   | Malaisie            |
| 53   | Thaïlande           |
| 54   | Albanie             |
| 55   | Arménie             |
| 56   | Monténégro          |
| 57   | Saint-Marin         |
| 58   | Tunisie             |
| 60   | Géorgie             |
| 62   | Égypte              |
| 63   | Nigeria             |

## Différence entre cercle entourant «E» et rectangle entourant «e»

Marquage E
En haut: La marque d'homologation a été homologué en Allemagne (E1)
en bas : Marque de réception CE homologué en Allemagne

Lorsqu'un cercle entourant la lettre «E» est proscrit, il doit être remplacé par un rectangle. En lieu et place de la lettre majuscule «E», la lettre minuscule «e» est utilisée, suivie du numéro distinctif de l'État membre qui a octroyé la réception CE du composant ou de l'entité technique.